# Begonia keithii
Espèce
Begonia keithii est une espèce de plantes de la famille des Begoniaceae.
L'espèce fait partie de la section Petermannia.
Elle a été décrite en 1998 par Ruth Kiew (1946-…).

## Répartition géographique
Cette espèce est originaire de Malaisie.